# Uljanovsk
Uljanovsk (russisk: Ульяновск, tr. Uljanovsk; frem til 1924 Simbirsk, russisk: Симбирск) er en by i det sydvestlige Rusland, beliggende ved bredden af floden Volga, 893 km øst for Moskva. Byen er administrativt center i Uljanovsk oblast, og har 613.334 (2023) indbyggere.
Uljanovsk er fødestedet for Aleksandr Kerenskij og Vladimir Lenin, Sovjetunionens stifter og første leder, hvis oprindelige efternavn var Uljanov. I 1924 blev Simbirsk omdøbt til Uljanovsk til ære for Lenin. Byen er også berømt for sine forfattere som Ivan Gontjarov, Nikolaj Jazykov og Nikolaj Karamzin og maleren Arkadij Plastov.

## Geografi
Uljanovsk ligger i den centrale del af det europæiske Rusland og breder sig på begge sider af Zjiguljovskajareservoiret på Volga, den folkerigeste del af byen ligger på højre bred af floden. Uljanovsk er beliggende omkring 700 km øst for Moskva. Den nærmeste by er Novouljanovsk (russisk: Новоульяновск) omkring 20 km syd for Uljanovsk.

### Klima
Uljanovsk har tempereret fastlandsklima med lange, kolde vintre og korte, varme somre. Den koldeste måned er januar med en gennemsnitstemperatur på -9,8 °C, den varmeste måned er juli med en gennemsnitstemperatur på 20,2 °C. Den gennemsnitlige årstemperatur er 4,9 °C. Den gennemsnitlige årlige nedbør er 470 mm.

## Historie
Simbirsk blev grundlagt i 1648.

### Uljanovsk i Sovjetunionen
I 1924 blev byen omdøbt til Uljanovsk til ære for Vladimir Uljanov, bedre kendt som Lenin, der blev født i Simbirsk i 1870. To andre russiske politiske ledere, Aleksandr Kerenskij og Aleksandr Protopopov, blev også født i Simbirsk.
Opførelsen af Kujbyshev vandkraftværk, åbnet i 1957, 200 km nedstrøms for Uljanovsk resulterede i oversvømmelser af betydelige landområder både nord og syd for Uljanovsk og øgede bredden af Volga med op til 35 km. Nogle beboede kvarterer i Uljanovsk ligger et godt stykke under vandspejlet i reservoiret, beskyttet af en dæmning.
Under den sovjetiske periode var Uljanovsk et vigtigt turistcenter, der havde besøgende fra hele landet på grund af sin revolutionerende betydning. Efter opløsningen af Sovjetunionen faldt betydningen som turistcenter Ulyanovsk. I 1990'erne gik byen gennem hårde tider med fald i produktionen i alle brancher, massearbejdsløshed, og en forarmet befolkning. I det første årti af 2000'erne begyndte økonomien at vokse.
Uljanovsk har langsomt genetableret den regionale produktion, udviklet byen som uddannelsescenter og transportknudepunkt.

## Erhverv
Byens økonomiske grundlag er maskinbygning og metalforarbejdning, en udviklet el-industri, byggevirksomheder og detailhandel. Der ud over har Uljanovsk en udviklet banksektor, servicesektor, turistsektor, forarbejdning af fødevarer og let industri.
Værdien af producerede varer og tjenester på fremstillingsvirksomhederne i Uljanovsk i 2010 var 65.540 millioner rubler.

## Venskabsbyer
Uljanovsk er venskabsby med:
| - Gjumri, Armenien - Homel, Hviderusland - Shenzhen, Kina - Feodosija Krim | - Saransk, Rusland - Zjukovskij, Rusland - Trabzon, Tyrkiet | - Krefeld, Tyskland - Macon, Georgia, USA - Oklahoma City, Oklahoma, USA |

## Kendte personer fra Uljanovsk
| - Ivan Gontjarov, russisk forfatter - Aleksandr Kerenskij, sovjetisk politiker | - Vladimir Lenin, sovjetisk politiker - Ljudmila Belousova, sovjetisk kunstskøjteløber |